# Kapalné biopalivo

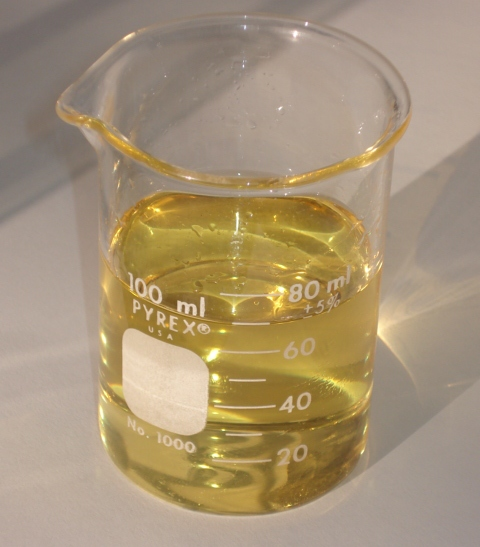
Bionafta vyrobená ze sojového oleje

Kapalná biopaliva jsou biopaliva, která se v podmínkách, při nichž jsou skladována, dopravována a připravována pro energetické využití, nachází v kapalném stavu. Mezi kapalná biopaliva jsou řazena zejména následující biopaliva:
- Alkoholová biopaliva:
  - Bioethanol je ethanol vyráběný z rostlin obsahujících větší množství škrobu a sacharidů, nejčastěji z kukuřice, obilí, brambor, cukrové třtiny a cukrové řepy. Široké uplatnění má jako automobilové palivo zejména v Brazílii.
  - Biomethanol je methanol vyrobený z biomasy. Jeho produkce je zatím neekonomická a methanol je silně jedovatý.
  - Butanol lze vyrobit složitou fermentací biomasy. Může být použit přímo v existujících benzínových motorech a je méně korozivní než ethanol, ale je také jedovatý.

- Biooleje mohou být použity v naftových motorech:
  - Rostlinný olej
  - Použitý, např. fritovací olej
  - Bionafta získávaná transesterifikací rostlinných olejů a živočišných tuků.

- Zkapalněná plynná biopaliva
  - Bioplyn a dřevoplyn lze pomocí Fisher-Tropschovy syntézy přeměnit na kapalné uhlovodíky. Oproti bioethanolu a bionaftě, při jejichž výrobě se využívají pouze určité části rostlin, lze k výrobě dřevoplynu použít celou plodinu, což zvyšuje energetický výnos. Navíc je jedno, z jakých rostlin zdrojová biomasa pochází, takže není nutné pěstovat monokultury jediné plodiny.

- Odpadní produkty:
  - Termální depolymerizace poskytuje methan a ropě podobné uhlovodíky z různých odpadů.